# Hapuseneb
Hapuseneb, auch Hapu-seneb, war Hohepriester des Amun unter der altägyptischen Königin (Pharaonin) Hatschepsut in der 18. Dynastie. Er war einer der führenden Beamten unter dieser Herrscherin.
Hapuseneb war der Sohn des Hapu (Dritter Priester des Amun) und einer gewissen Ahhotep sowie Vater von Seniseneb, die das Priesteramt der Gottesverehrerin des Amun innehatte. Seine Hauptgemahlin trug den Namen Amenhotep. 
Hapuseneb ist von einer Reihe von Statuen bekannt, sein Grab befindet sich in Theben (TT67) und es gibt von ihm eine Kapelle bei Dschabal as-Silsila. Wie er auf seiner sich heute im Louvre befindenden Statue berichtet, war er Baumeister an einem königlichen Grab und stattete den Tempel des Amun aus. Auf dieser Statue trägt er auch einmal die Titel eines Wesirs (Tjati), was insofern problematisch ist, als ab dem 5. Jahr der Hatschepsut ein gewisser User mit diesem Amt bezeugt ist. Wolfgang Helck vermutete deshalb, dass es sich um einen Beamten handelt, der den Titel ehrenhalber trug.